# Черненко Валерій Михайлович
Валерій Михайлович Черненко (нар. 14 травня 1963, село Бабинці, Бородянський район, Київська область) — голова Державної інспекції України з безпеки на наземному транспорті 

## Освіта
Освіта повна вища. У 1985 році закінчив Київський автомобільно-дорожній інститут.

## Трудова діяльність
Липень — вересень 1985 — механік Бородянського міжколгоспбуду.
Вересень 1985 — березень 1988 — нормувальник, лінійний механік, завідувач гаражу Пересувної механізованої колони — 5.
Березень — липень 1988 — головний інженер Навчально-спортивного центру ЦК ДТСААФ УРСР.
Липень 1988 — жовтень 1990 — завідувач гаражу, начальник дільниці механізації КПМК № 1 Республіканського тресту «Укрплодорозсадникбуд».
Жовтень 1990 — лютий 1993 — директор МП «Агробудмеханізація».
Лютий — червень 1993 — директор спільного підприємства «Віза».
Червень 1993 — липень 1995 — директор фірми «Віза ЛТД».
Липень 1995 — квітень 1999 — директор ТОВ «Віза ЛТД».
Квітень — липень 1999 — головний інженер фірми «Васт-транс».
Липень 1999 — березень 2014 — директор фірми «Васт-транс».  